# Stephen O'Donnell (calciatore 1992)
Stephen Gerard O'Donnell (Aberdeen, 11 maggio 1992) è un calciatore scozzese, difensore o centrocampista del Motherwell.

## Caratteristiche tecniche
Terzino destro, può giocare come esterno sia a destra sia a sinistra.

## Carriera

### Club
Svincolatosi dal Celtic, nell'agosto del 2011 firma un contratto con il Partick Thistle.

### Nazionale
Nel 2018 ha esordito nella nazionale scozzese.

## Statistiche

### Presenze e reti nei club
Statistiche aggiornate al 18 maggio 2025.
| Stagione               | Squadra                | Campionato             | Campionato | Campionato | Coppe nazionali | Coppe nazionali | Coppe nazionali | Coppe continentali | Coppe continentali | Coppe continentali | Altre coppe | Altre coppe | Altre coppe | Totale | Totale |
| Stagione               | Squadra                | Comp                   | Pres       | Reti       | Comp            | Pres            | Reti            | Comp               | Pres               | Reti               | Comp        | Pres        | Reti        | Pres   | Reti   |
| ---------------------- | ---------------------- | ---------------------- | ---------- | ---------- | --------------- | --------------- | --------------- | ------------------ | ------------------ | ------------------ | ----------- | ----------- | ----------- | ------ | ------ |
| 2011-2012              | Partick Thistle        | SFD                    | 31         | 2          | CS+CdL          | 2+0             | 0               | -                  | -                  | -                  | -           | -           | -           | 33     | 2      |
| 2012-2013              | Partick Thistle        | SFD                    | 29         | 2          | CS+CdL          | 2+2             | 0               | -                  | -                  | -                  | SCC         | 5           | 0           | 38     | 2      |
| 2013-2014              | Partick Thistle        | SP                     | 27         | 0          | CS+CdL          | 0+3             | 0+1             | -                  | -                  | -                  | -           | -           | -           | 30     | 1      |
| 2014-2015              | Partick Thistle        | SP                     | 34         | 5          | CS+CdL          | 2+2             | 0               | -                  | -                  | -                  | -           | -           | -           | 38     | 5      |
| Totale Partick Thistle | Totale Partick Thistle | Totale Partick Thistle | 121        | 9          |                 | 13              | 1               |                    | -                  | -                  |             | 5           | 0           | 139    | 10     |
| 2015-2016              | Luton Town             | FL2                    | 30         | 0          | FA+CdL          | 0+2             | 0               | -                  | -                  | -                  | EFLT        | 1           | 1           | 33     | 1      |
| 2016-2017              | Luton Town             | FL2                    | 30         | 1          | FA+CdL          | 3+2             | 2+0             | -                  | -                  | -                  | EFLT        | 4           | 0           | 39     | 3      |
| Totale Luton Town      | Totale Luton Town      | Totale Luton Town      | 60         | 1          |                 | 7               | 2               |                    | -                  | -                  |             | 5           | 1           | 72     | 4      |
| 2017-2018              | Kilmarnock             | SP                     | 36         | 2          | CS+CdL          | 4+4             | 2+0             | -                  | -                  | -                  | -           | -           | -           | 44     | 4      |
| 2018-2019              | Kilmarnock             | SP                     | 37         | 0          | CS+CdL          | 2+4             | 0               | -                  | -                  | -                  | -           | -           | -           | 43     | 0      |
| 2019-2020              | Kilmarnock             | SP                     | 28         | 3          | CS+CdL          | 3+2             | 0               | UEL                | 2                  | 0                  | -           | -           | -           | 35     | 3      |
| Totale Kilmarnock      | Totale Kilmarnock      | Totale Kilmarnock      | 101        | 5          |                 | 19              | 2               |                    | 2                  | 0                  |             | -           | -           | 122    | 7      |
| 2020-2021              | Motherwell             | SP                     | 34         | 1          | CS+CdL          | 3+1             | 1+0             | UEL                | 3                  | 1                  | -           | -           | -           | 41     | 3      |
| 2021-2022              | Motherwell             | SP                     | 28         | 0          | CS+CdL          | 2+4             | 0               | -                  | -                  | -                  | -           | -           | -           | 34     | 0      |
| 2022-2023              | Motherwell             | SP                     | 27         | 0          | CS+CdL          | 1+0             | 0               | UECL               | 0                  | 0                  | -           | -           | -           | 28     | 0      |
| 2023-2024              | Motherwell             | SP                     | 37         | 0          | CS+CdL          | 2+5             | 0               | -                  | -                  | -                  | -           | -           | -           | 44     | 0      |
| 2024-2025              | Motherwell             | SP                     | 29         | 1          | CS+CdL          | 1+6             | 0+1             | -                  | -                  | -                  | -           | -           | -           | 36     | 2      |
| Totale Motherwell      | Totale Motherwell      | Totale Motherwell      | 155        | 2          |                 | 25              | 2               |                    | 3                  | 1                  |             | -           | -           | 183    | 5      |
| Totale carriera        | Totale carriera        | Totale carriera        | 437        | 17         |                 | 64              | 7               |                    | 5                  | 1                  |             | 10          | 1           | 516    | 26     |

### Cronologia presenze e reti in nazionale
| Cronologia completa delle presenze e delle reti in nazionale ― Scozia | Cronologia completa delle presenze e delle reti in nazionale ― Scozia | Cronologia completa delle presenze e delle reti in nazionale ― Scozia | Cronologia completa delle presenze e delle reti in nazionale ― Scozia | Cronologia completa delle presenze e delle reti in nazionale ― Scozia | Cronologia completa delle presenze e delle reti in nazionale ― Scozia | Cronologia completa delle presenze e delle reti in nazionale ― Scozia | Cronologia completa delle presenze e delle reti in nazionale ― Scozia |
| Data                                                                  | Città                                                                 | In casa                                                               | Risultato                                                             | Ospiti                                                                | Competizione                                                          | Reti                                                                  | Note                                                                  |
| --------------------------------------------------------------------- | --------------------------------------------------------------------- | --------------------------------------------------------------------- | --------------------------------------------------------------------- | --------------------------------------------------------------------- | --------------------------------------------------------------------- | --------------------------------------------------------------------- | --------------------------------------------------------------------- |
| 30-5-2018                                                             | Lima                                                                  | Perù                                                                  | 2 – 0                                                                 | Scozia                                                                | Amichevole                                                            | -                                                                     |                                                                       |
| 3-6-2018                                                              | Città del Messico                                                     | Messico                                                               | 1 – 0                                                                 | Scozia                                                                | Amichevole                                                            | -                                                                     | 46’                                                                   |
| 7-9-2018                                                              | Glasgow                                                               | Scozia                                                                | 0 – 4                                                                 | Belgio                                                                | Amichevole                                                            | -                                                                     | 68’                                                                   |
| 10-9-2018                                                             | Glasgow                                                               | Scozia                                                                | 2 – 0                                                                 | Albania                                                               | UEFA Nations League 2018-2019 - 1º turno                              | -                                                                     |                                                                       |
| 11-10-2018                                                            | Haifa                                                                 | Israele                                                               | 2 – 1                                                                 | Scozia                                                                | UEFA Nations League 2018-2019 - 1º turno                              | -                                                                     |                                                                       |
| 14-10-2018                                                            | Londra                                                                | Scozia                                                                | 1 – 3                                                                 | Portogallo                                                            | Amichevole                                                            | -                                                                     |                                                                       |
| 24-3-2019                                                             | Serravalle                                                            | San Marino                                                            | 0 – 2                                                                 | Scozia                                                                | Qual. Euro 2020                                                       | -                                                                     |                                                                       |
| 8-6-2019                                                              | Glasgow                                                               | Scozia                                                                | 2 – 1                                                                 | Cipro                                                                 | Qual. Euro 2020                                                       | -                                                                     |                                                                       |
| 11-6-2019                                                             | Bruxelles                                                             | Belgio                                                                | 3 – 0                                                                 | Scozia                                                                | Qual. Euro 2020                                                       | -                                                                     |                                                                       |
| 6-9-2019                                                              | Glasgow                                                               | Scozia                                                                | 1 – 2                                                                 | Russia                                                                | Qual. Euro 2020                                                       | -                                                                     |                                                                       |
| 9-9-2019                                                              | Glasgow                                                               | Scozia                                                                | 0 – 4                                                                 | Belgio                                                                | Qual. Euro 2020                                                       | -                                                                     | 59’                                                                   |
| 8-10-2020                                                             | Glasgow                                                               | Scozia                                                                | 0 – 0 dts (5 – 3 dtr)                                                 | Israele                                                               | Qual. Euro 2020                                                       | -                                                                     | 113’                                                                  |
| 11-10-2020                                                            | Glasgow                                                               | Scozia                                                                | 1 – 0                                                                 | Slovacchia                                                            | UEFA Nations League 2020-2021 - 1º turno                              | -                                                                     |                                                                       |
| 14-10-2020                                                            | Glasgow                                                               | Scozia                                                                | 1 – 0                                                                 | Rep. Ceca                                                             | UEFA Nations League 2020-2021 - 1º turno                              | -                                                                     |                                                                       |
| 12-11-2020                                                            | Belgrado                                                              | Serbia                                                                | 1 – 1 dts (4 – 5 dtr)                                                 | Scozia                                                                | Qual. Euro 2020                                                       | -                                                                     | 118’                                                                  |
| 18-11-2020                                                            | Netanya                                                               | Israele                                                               | 1 – 0                                                                 | Scozia                                                                | UEFA Nations League 2020-2021 - 1º turno                              | -                                                                     |                                                                       |
| 25-3-2021                                                             | Glasgow                                                               | Scozia                                                                | 2 – 2                                                                 | Austria                                                               | Qual. Mondiali 2022                                                   | -                                                                     | 82’                                                                   |
| 28-3-2021                                                             | Tel Aviv                                                              | Israele                                                               | 1 – 1                                                                 | Scozia                                                                | Qual. Mondiali 2022                                                   | -                                                                     |                                                                       |
| 6-6-2021                                                              | Lussemburgo                                                           | Lussemburgo                                                           | 0 – 1                                                                 | Scozia                                                                | Amichevole                                                            | -                                                                     | 76’                                                                   |
| 14-6-2021                                                             | Glasgow                                                               | Scozia                                                                | 0 – 2                                                                 | Rep. Ceca                                                             | Euro 2020 - 1º turno                                                  | -                                                                     | 79’                                                                   |
| 18-6-2021                                                             | Londra                                                                | Inghilterra                                                           | 0 – 0                                                                 | Scozia                                                                | Euro 2020 - 1º turno                                                  | -                                                                     | 87’                                                                   |
| 22-6-2021                                                             | Glasgow                                                               | Croazia                                                               | 3 – 1                                                                 | Scozia                                                                | Euro 2020 - 1º turno                                                  | -                                                                     | 84’                                                                   |
| 7-9-2021                                                              | Vienna                                                                | Austria                                                               | 0 – 1                                                                 | Scozia                                                                | Qual. Mondiali 2022                                                   | -                                                                     | 77’                                                                   |
| 15-11-2021                                                            | Glasgow                                                               | Scozia                                                                | 2 – 0                                                                 | Danimarca                                                             | Qual. Mondiali 2022                                                   | -                                                                     |                                                                       |
| 24-3-2022                                                             | Glasgow                                                               | Scozia                                                                | 1 – 1                                                                 | Polonia                                                               | Amichevole                                                            | -                                                                     | 66’                                                                   |
| 29-3-2022                                                             | Vienna                                                                | Austria                                                               | 2 – 2                                                                 | Scozia                                                                | Amichevole                                                            | -                                                                     | 57’                                                                   |
| Totale                                                                |                                                                       | Presenze                                                              | 26                                                                    |                                                                       | Reti                                                                  | 0                                                                     |                                                                       |

## Palmarès

### Club

#### Competizioni nazionali
- Scottish First Division: 1

Partick Thistle: 2012-2013